# 시본길 믈람보
시본길레이 믈람보(Sibongile Mlambo, 영어 발음: /-'leɪ/, 1990년 6월 26일 ~ )는 짐바브웨 태생의 미국 배우, 무용가이다.

## 출연 작품

### 영화
- Ladygrey (2015)
- Honey 3: Dare to Dance (2016)
- 디투어 (2016, Detour)
- 메시지 프롬 더 킹 (2016)
- 라스트 페이스 (2016)
- 언더 더 실버레이크 (2018) - 금발의 룸메이트 역

### 텔레비전
- 블랙 세일즈 (2014-17)
- 틴 울프 (2017)
- 로스트 인 스페이스 (2018-19)
- 세이렌 (2018-20)

### 비디오 게임
- 톰 클랜시의 레인보우 식스 시즈 (2015)